# 2966 Korsunia
2966 Korsunia este un asteroid din centura principală, descoperit pe 13 martie 1977 de Nikolai Cernîh.